# Sigmund Neuberger
Sigmund Neuberger, (o Sigmund Newburger), nació el 25 de febrero de 1871 en Múnich, Alemania y murió el 9 de mayo de 1911 en Edimburgo, Escocia. Era un ilusionista famoso bajo el nombre artístico del Gran Lafayette y fue el mago mejor pagado de su época.

## Años tempranos
Hijo de un humilde pintor judío de decorados en la Ópera de Múnich, en 1890, a la edad de 19 años, Neuberger emigró con su familia a los Estados Unidos donde primero tuvo el mismo oficio que su padre antes de pasar a actuar en teatros de vodevil y dime museums con un acto de precisión con arco y flechas, hasta que tras verle actuar empezó su carrera como un imitador de Ching Ling Foo, antes de presentarse en Londres por primera vez como el Gran Lafayette en el año 1900. Acabó convirtiéndose en uno de los más caros intérpretes en el circuito del vodevil, ganando la astronómica suma de £44.000 al año (sobre £3.6 millones de 2014). Sus excelentes rutinas de cambio rápido, así como ilusiones dramatizadas, como su célebre "La novia del león", le hicieron muy popular entre el público.

## Carrera
Se dice que nunca compró o imitó un truco, algo muy habitual entre magos e ilusionistas, así como que nunca vendió uno suyo. Como muchos grandes magos, era exigente y perfeccionista. Viajaba con una docena de ayudantes y asistentes que preparaban sus elaborados espectáculos. De carácter introvertido, su afecto lo volcaba en su mascota, Beauty, una terrier que le había regalado siendo un cachorro su colega y buen amigo el escapista Harry Houdini. Beauty viajaba con él, tenía su propia suite en cada hotel donde se alojaban, comía comidas de cinco platos, y llevaba un collar de perro con diamantes.

## Fuego en el teatro
Con doce años, Beauty murió mientras dormía cuatro días antes del inicio de su espectáculo en el Empire Palace Theatre en Edimburgo, Escocia. Después de la resistencia inicial del ayuntamiento de Edimburgo, Neuberger consiguió el permiso para que su perra fuera enterrada en el Piershill Cemetery. El consejo municipal aceptó proporcionarle una parcela con la condición de que Lafayette sería enterrado allí a su propia muerte, pues las mascotas solo podían ser inhumadas en tierra sagrada con sus dueños. Muy afectado, ordenó su embalsamamiento.
Cuatro días más tarde, Lafayette actuaba en su ilusión más celebrada "La novia del león", un drama de ambiente oriental y veinticinco minutos de duración en que interpretaba a un pachá turco que se convertía en un auténtico león. En cierto momento, una lámpara sobre el escenario estalló causando un fuego que en pocos minutos se extendió por el elaborado escenario.
El público, al principio, creyó que era parte del espectáculo y no evacuó hasta que el director del teatro indicó a la orquesta que tocara el dios Salve al Rey. Muchos de los ayudantes y colaboradores del ilusionista, sin embargo, quedaron atrapados en el escenario cuando el telón de seguridad se atascó mientras era bajado, dejando sólo un hueco pequeño en el fondo, a través del cual el aire hizo un efecto chimenea avivando las llamas. Lafayette había ordenado como de costumbre que las puertas laterales fueran cerradas, tanto para excluir intrusos indeseados como para impedir una posible fuga del león.
Lafayette consiguió huir pero regresó en un intento por rescatar a Arizona, su hermoso caballo negro, que también incluía en el acto. Quedó atrapado en el fuego y pereció. Nueve de sus colaboradores también murieron. El teatro ardió por completo. El cuerpo carbonizado de Lafayette fue aparentemente encontrado pronto, tendido junto al del caballo y el león, y enviado a Glasgow para su cremación tal como había dispuesto en su testamento, porque aun no había crematorio en Edimburgo entonces. Dos días después del incendio, los trabajadores que retiraban los escombros encontraron otro cuerpo idéntico vestido de pachá como Lafayette, solo que este también lucía varios valiosos anillos en los dedos. El cuerpo enviado al crematorio era en realidad el doble del ilusionista, que actuaba en ciertos momentos arriesgados. El 14 de mayo la urna que contenía las cenizas del Gran Lafayette cruzó Edimburgo en carruaje fúnebre, ante la presencia de una multitud estimada de 200.000 personas, antes de ser colocada entre las patas del cadáver de Beauty, en la sepultura del Piershill Cemetery.

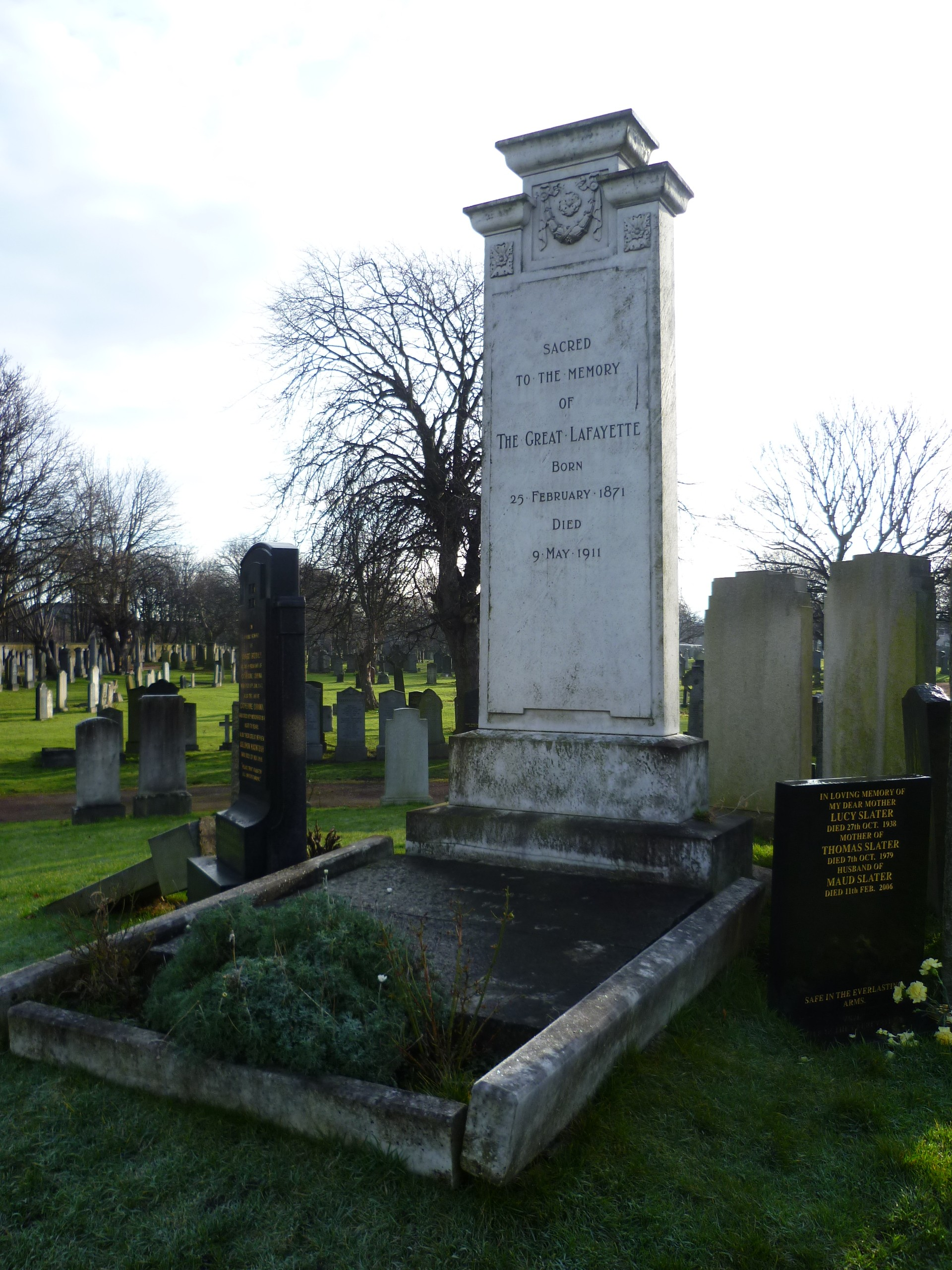
Tumba del Gran Lafayette, Piershill Cemetery, Edimburgo

## Legado
En mayo de 2011 el Edinburgh Festival Theatre, construido en el sitio del Empire Palace, organizó el "Gran Lafayette Festival", que contó con el mago Paul Daniels, para conmemorar el centenario de la muerte de Neuberger. El evento incluyó, el 9 de mayo, una transmisión en directo en la web de la  "Edinburgh Secret Society", dirigida por los cofundadores Richard Wiseman y Dr. Peter Lamont.